# Liste der Baudenkmale in Temnitzquell
In der Liste der Baudenkmale in Temnitzquell sind alle Baudenkmale der brandenburgischen Gemeinde Temnitzquell und ihrer Ortsteile aufgeführt. Grundlage ist die Veröffentlichung der Landesdenkmalliste mit dem Stand vom 31. Dezember 2020. Die Bodendenkmale sind in der Liste der Bodendenkmale in Temnitzquell enthalten.

## Baudenkmale in den Ortsteilen
In den Spalten befinden sich folgende Informationen:
- ID-Nr.: Die Nummer wird vom Brandenburgischen Landesamt für Denkmalpflege vergeben. Ein Link hinter der Nummer führt zum Eintrag über das Denkmal in der Denkmaldatenbank. In dieser Spalte kann sich zusätzlich das Wort Wikidata befinden, der entsprechende Link führt zu Angaben zu diesem Denkmal bei Wikidata.
- Lage: die Adresse des Denkmales und die geographischen Koordinaten. Link zu einem Kartenansichtstool, um Koordinaten zu setzen. In der Kartenansicht sind Denkmale ohne Koordinaten mit einem roten beziehungsweise orangen Marker dargestellt und können in der Karte gesetzt werden. Denkmale ohne Bild sind mit einem blauen bzw. roten Marker gekennzeichnet, Denkmale mit Bild mit einem grünen beziehungsweise orangen Marker.
- Bezeichnung: Bezeichnung in den offiziellen Listen des Brandenburgischen Landesamtes für Denkmalpflege. Ein Link hinter der Bezeichnung führt zum Wikipedia-Artikel über das Denkmal.
- Beschreibung: die Beschreibung des Denkmales
- Bild: ein Bild des Denkmales und gegebenenfalls einen Link zu weiteren Fotos des Baudenkmals im Medienarchiv Wikimedia Commons

### Darsikow
| ID-Nr.   | Lage             | Bezeichnung | Beschreibung | Bild        |
| -------- | ---------------- | ----------- | --- | ----------- |
| 09171197 | Dorfplatz (Lage) | Gutskapelle | Die Kapelle, besser bekannt als Waldkirche, wurde im Auftrag des Gutsbesitzers und Amtmanns Carl Johann Hartwig Binder zu Darsikow errichtet und im Jahr 1832 eingeweiht. In der Feldsteinkirche mit hölzernem Dachreiter und einer Glocke fand letztmals in den 1970er Jahren ein Gottesdienst statt. Um das Kirchlein nach der Wende vor dem Verfall oder Abriss zu retten, gründete die ortsansässige Sibylle Podorf den Verein Kleine Kirche Darsikow e. V. und rief zu Spenden auf. Sie konnte auch das Ingenieurbüro Birte und Ralph Nyga für Planung und Realisierung der Arbeiten gewinnen. In kleinen Schritten wurde das Bauwerk denkmalgerecht wieder hergestellt, die Original-Kirchenbänke und die Original-Glocke aus der Gießerei Gustav Collier aus Zehlendorf konnten wiederbeschafft werden. Für die hartnäckige Arbeit erhielt der Verein im November 2016 den Bundespreis für Handwerk in der Denkmalpflege, die Waldkirche kann nun wieder für verschiedene Zwecke einschließlich Gottesdienste genutzt werden. | Gutskapelle |

### Katerbow
| ID-Nr.            | Lage   | Bezeichnung | Beschreibung | Bild           |
| ----------------- | ------ | ----------- | --- | -------------- |
| 09171304 Wikidata | (Lage) | Dorfkirche  | Die Ersterwähnung einer Kirche im Ort stammt aus dem Jahr 1348. Dieser spätmittelalterliche Bau brannte im Jahr 1786 komplett ab. Das hier beschriebene Gotteshaus wurde 1797 an gleicher Stelle errichtet und 1956 massiv umgebaut. Es besteht aus einem Feldstein-Unterbau und Backsteinen. Der massive Weststurm ist mit einem Staffelgiebel im Eingangsbereich abgeschlossen, darüber erhebt sich ein eisernes Kirchenkreuz. Hauptschiff und Apsis sind jeweils abgetreppt aneinander gebaut. Der Baustil wird dem Historismus bzw. der Neoromanik zugeordnet. | weitere Bilder |

### Netzeband
| ID-Nr.            | Lage                 | Bezeichnung                                                     | Beschreibung                                                                                | Bild                                                            |
| ----------------- | -------------------- | --------------------------------------------------------------- | ------------------------------------------------------------------------------------------- | --------------------------------------------------------------- |
| 09170310 Wikidata | Dorfstraße (Lage)    | Dorfkirche                                                      | Die Dorfkirche wurde 1834 erbaut. Im Inneren befindet sich ein Kanzelaltar aus der Bauzeit. | weitere Bilder                                                  |
| 09171150          | Dorfstraße (Lage)    | Vier Grabplatten der Familie Rohr, in der Dorfkirche            |                                                                                             | BW                                                              |
| 09171822          | Dorfstraße 37 (Lage) | Gehöft, bestehend aus Wohnhaus, Schmiede, Werkstatt und Scheune |                                                                                             | Gehöft, bestehend aus Wohnhaus, Schmiede, Werkstatt und Scheune |
| 09171366          | Dorfstraße 48 (Lage) | Gutshaus                                                        |                                                                                             | Gutshaus                                                        |

### Pfalzheim
| ID-Nr.   | Lage                 | Bezeichnung                     | Beschreibung                                                        | Bild                            |
| -------- | -------------------- | ------------------------------- | ------------------------------------------------------------------- | ------------------------------- |
| 09171009 | Dorfstraße 26 (Lage) | Wohnhaus mit Wirtschaftsgebäude | Das Haus stammt aus der Zeit des Zuzugs von Siedlern aus der Pfalz. | Wohnhaus mit Wirtschaftsgebäude |

### Rägelin
| ID-Nr.            | Lage              | Bezeichnung | Beschreibung                                         | Bild           |
| ----------------- | ----------------- | ----------- | ---------------------------------------------------- | -------------- |
| 09170403 Wikidata | Dorfstraße (Lage) | Dorfkirche  | Der Bau der Fachwerkkirche mit Holzturm begann 1697. | weitere Bilder |